# V Novém Hloubětíně
V Novém Hloubětíně je ulice v Hloubětíně na Praze 14, která spojuje ulici Zelenečskou a Mochovskou. Protíná ji ulice Sadská. Má přibližný severojižní průběh.

## Historie a názvy
Nazvána je podle své polohy v lokalitě Nový Hloubětín, který se nachází severně od Starého Hloubětína. Ulice vznikla a byla pojmenována v roce 1925. V době nacistické okupace v letech 1940–1945 se německy nazývala Neutiefenbach. Původně se skládala z dvou oddělených úseků, spojovala Zelenečskou se Sadskou a Mochovskou s Konzumní, mezi těmito úseky bylo náměstí V Novém Hloubětíně. V roce 1972 byla rozšířena o úsek mezi Sadskou a Mochovskou, když zaniklo náměstí V Novém Hloubětíně, zatímco jižní úsek mezi Mochovskou a Konzumní byl přejmenován na Milovickou.

## Zástavba
Zástavbu tvoří rodinné domky se zahradami, jen východní část jižního úseku (bývalé náměstí V Novém Hloubětíně) má parkovou úpravu. Nachází se tam venkovní posilovna, dětské hřiště a pomník obětem 2. světové války.

## Galerie

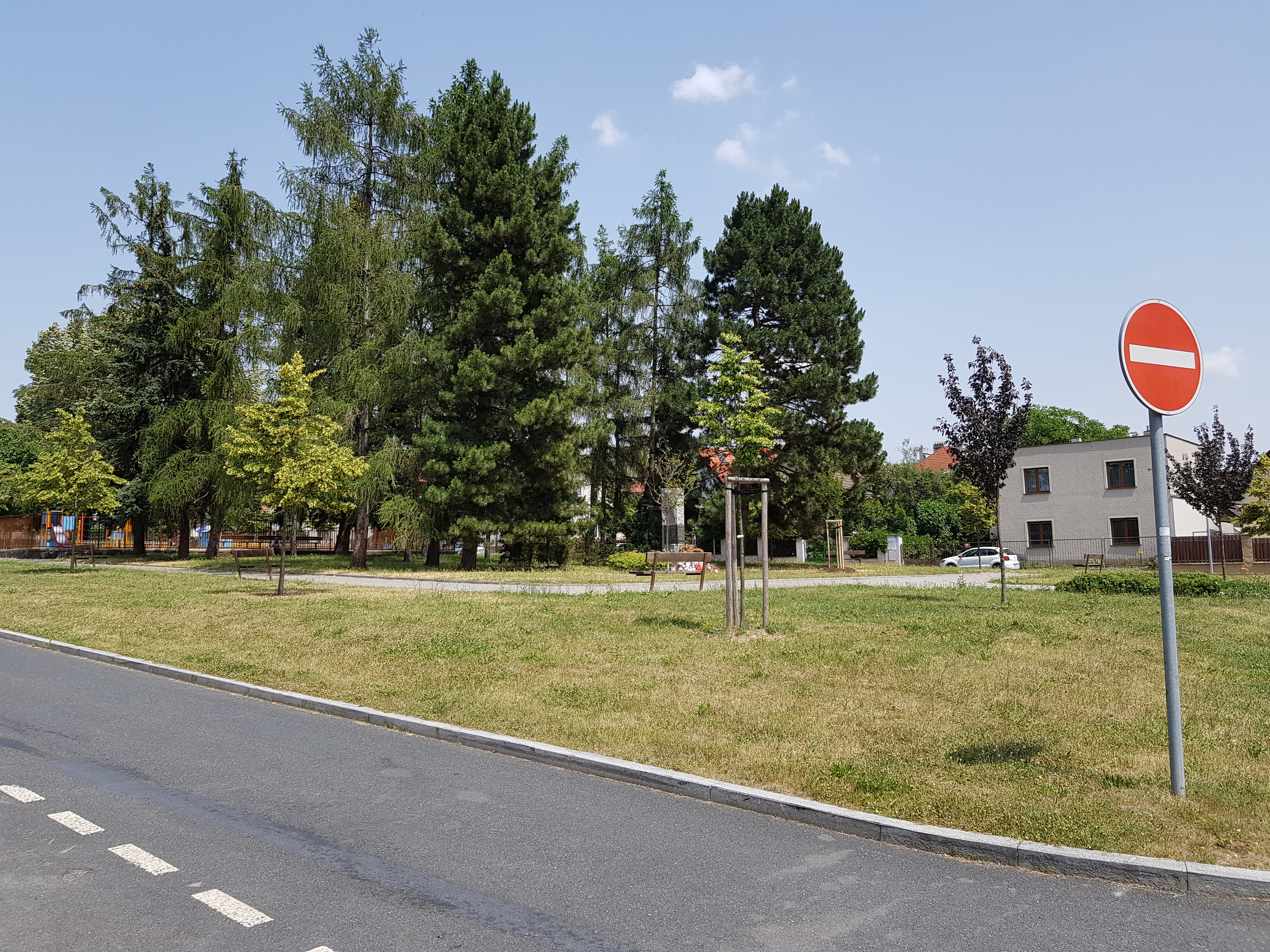
Východní strana dolní části ulice (bývalé Náměstí V Novém Hloubětíně)
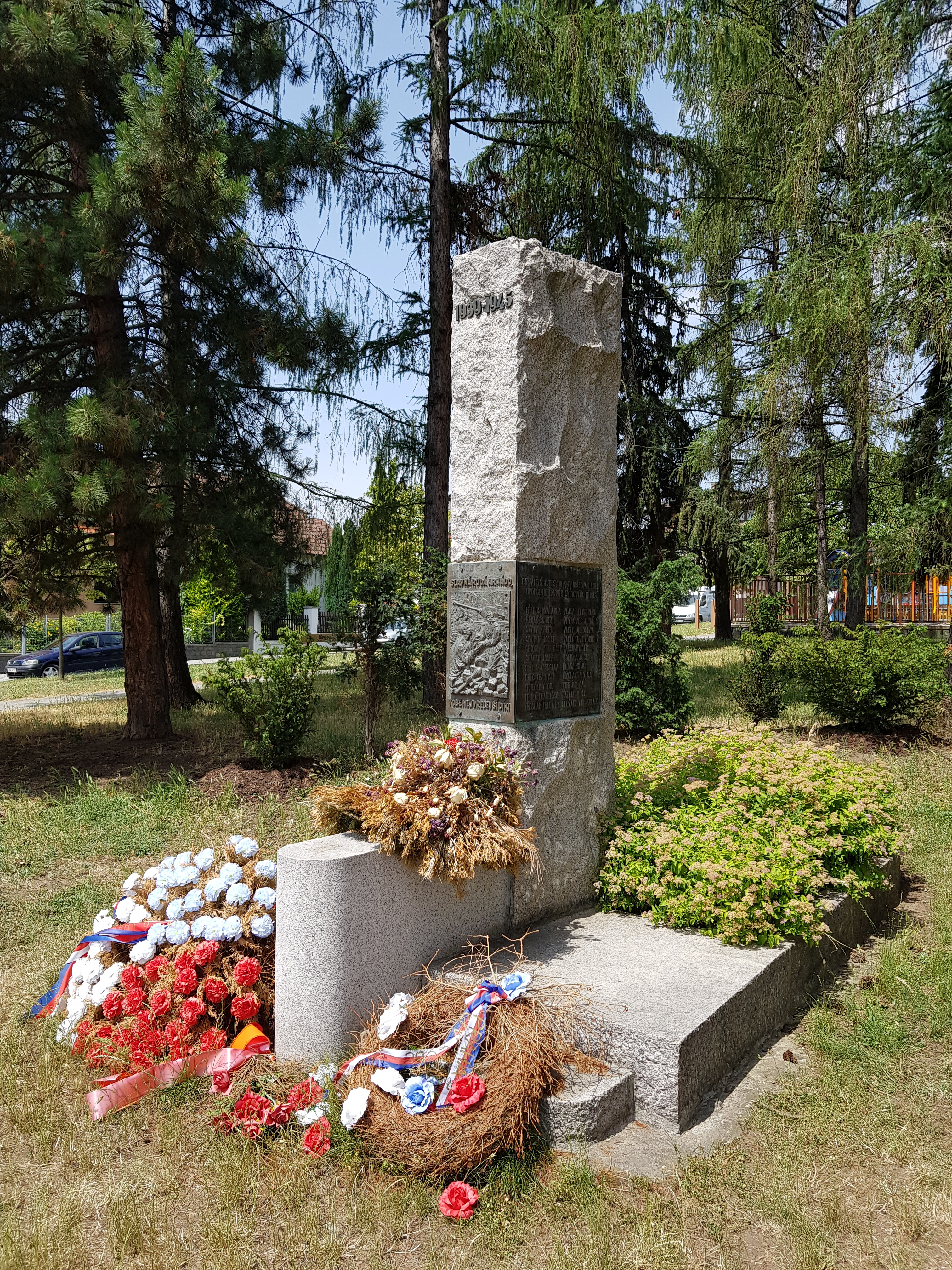
Pomník obětem 2. světové války
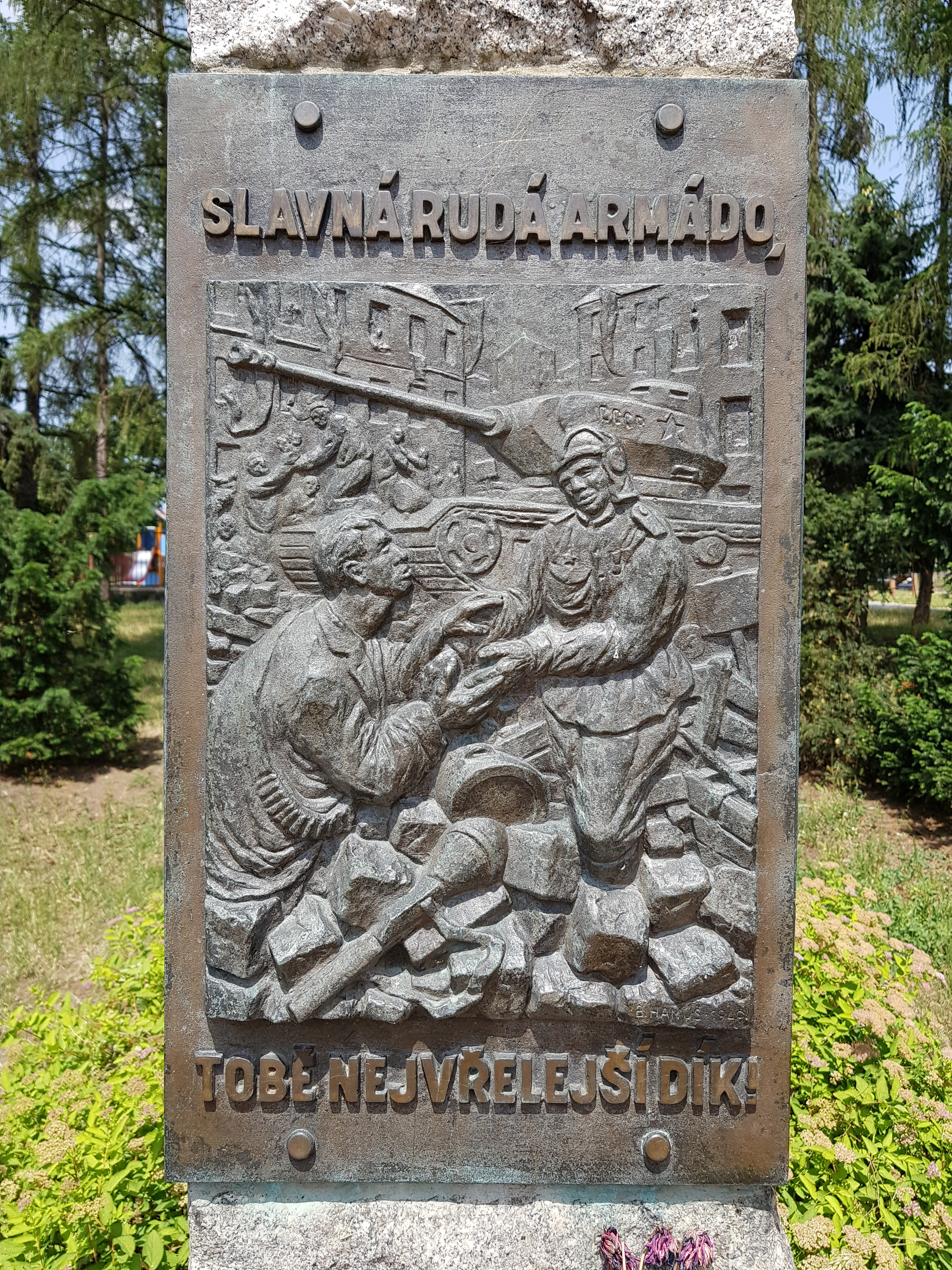
Detail pomníku obětem 2. světové války (jižní strana)